# Roché Cwm
Roché Cwm ist ein Kar auf Bird Island vor der nordwestlichen Spitze Südgeorgiens im Südatlantik. Es liegt südöstlich des Roché Peak. 
Das UK Antarctic Place-Names Committee benannte es 1982 in Anlehnung an die Benennung des gleichnamigen Bergs. Dessen Namensgeber ist der englische Kaufmann Anthony de la Roché, der 1675 Südgeorgien entdeckt hatte.